# Per Venerabilem
Papst Innozenz III. erließ im Herbst 1202 die Dekretale Per Venerabilem, in der er erklärte, dass der König von Frankreich in weltlichen Angelegenheiten keinen Vorgesetzten – gemeint war der römisch-deutsche Kaiser – anerkenne.
Sie ist nicht zu verwechseln mit der im selben Jahr von Innozenz III. veröffentlichten Dekretale Venerabilem.

## Hintergrund
Um 1200 richtete der südfranzösische Herr Wilhelm VIII. von Montpellier unter Vermittlung des Erzbischofs von Arles ein Gesuch an Papst Innozenz III. um eine Legitimierung seiner unehelichen Kinder. Er argumentierte damit, dass der Papst auch die unehelichen Kinder des Königs Philipp II. von Frankreich aus dessen unrechtmäßiger Ehe mit Agnes-Maria von Andechs-Meranien legitimiert habe.
Mit der Dekretale Per Venerabilem wies der Papst dieses Gesuch mit der Begründung ab, dass der König von Frankreich im Gegensatz zum Herrn von Montpellier keine weltlich-richterliche Instanz über sich habe, die in einer solchen Sache ein Urteil fällen könne. Der König habe zudem freiwillig um den Urteilsspruch des Papstes gebeten. Der römische Pontifex sei der Bitte nur ausnahmsweise nachgekommen und habe die weltliche Gerichtsbarkeit nur fallweise ausgeübt. Der Herr von Montpellier müsse folglich seinen ordentlichen Lehnsherrn, den König von Frankreich, um eine Legitimierung seiner unehelichen Kinder ersuchen.

## Auswirkungen
Der Absatz, der König von Frankreich erkenne über sich keine weltliche Instanz an, wurde für die Herrschaftsauffassung der französischen Könige zu einem ihrer wichtigsten Grundsätze und blieb faktisch bis zum Ende der Monarchie gültig. Es handelte sich vor allem um einen Eingriff in die weltlichen Hoheitsrechte der römisch-deutschen Kaiser, deren juristische Gewalt dadurch auf ein territorial begrenztes Reich (Heiliges Römisches Reich) beschränkt wurde. Gleichzeitig untermauerte der Papst die Gültigkeit der geistlichen Jurisdiktion über alle Völker. Im französischen Selbstverständnis war die Dekretale schnell verankert und wurde besonders im 13. Jahrhundert von französischen Juristen oft zitiert und weiterentwickelt. Dies geschah zum Beispiel 1256 durch Jean de Blanot, der dem König eine kaiserliche Höchstgewalt über sein Königreich und die alleinige Gesetzgebung (rex est imperator in regno suo) zuerkannte.
Versuche päpstlicher Juristen, diesem Grundsatz nur eine beschränkte Gültigkeit zu verleihen, schlugen in der Folge fehl. Papst Bonifatius VIII. hat ihn sogar anerkannt, damit ihn der Kanzler von Frankreich, Pierre Flote, 1302 im Konflikt mit König Philipp IV. dem Schönen von Frankreich im Sinne des Papsttums verwenden konnte.